# European Union Public License
European Union Public License (EUPL) är en programvarulicens som har skapats och godkänts av Europeiska kommissionen. Det är en fri programvarulicens.
Dess första version 1.0 godkändes den 9 januari 2007. Dess senaste version är version 1.1, som godkändes av Europeiska kommissionen den 9 januari 2009. Licensen finns på 22 officiella språk i Europeiska unionen. Alla språkversioner har samma giltighet. EUPL v 1.1 är OSI-certifierad. som från och med mars 2009.
Denna licens var ursprungligen avsedd att användas för distribution av programvara som utvecklats inom ramen för IDABC, även om (med tanke på dess generella räckvidd) är det även lämplig för användning av alla programutvecklare. Dess huvudsakliga mål är att fokusera på det är förenligt med upphovsrätten i de 28 medlemsstaterna i Europeiska unionen, och samtidigt behålla kompatibilitet med populära öppna källkods-licenser som GNU General Public License. De första IDABC-programmen som nämns är CIRKA groupware (grupprogram), IPM och eLink:s G2G, G2C, G2B som är specifikationsprogram. Sedan lanseringen (i oktober 2008) av European Open Source Observatory och Repository (OSOR / JOINUP), är ett antal andra program, huvudsakligen framställda av de europeiska förvaltningarna, licensierade under EUPL.
Europeiska kommissionen tillhandahåller EUPL-riktlinjer (2001).
I november 2023 föreslogs ett diskussionsunderlag, "The seven pillars of visdom", publicerat inom ramen för antagandet av Interoperable Europe Act, för diskussion av den skrivande författaren till EUPL-1.2 och förklarar filosofin bakom EUPL-texten.
År 2024 bör användningen av EUPL växa avsevärt, eftersom det är en licens som alla offentliga portaler, sammankopplade med Interoperable Europe Portal, måste föreslå (Interoperable Europe Act, artikel 8.3)